# Frozen (песня Within Temptation)
«Frozen» — второй сингл симфоник-метал-группы Within Temptation с их четвёртого студийного альбома The Heart of Everything 2007 года. Сингл был издан в Европе 11 июня 2007 года. Песня и видеоклип к ней затрагивают тему домашнего насилия. По мнению музыкантов группы, данная тема не имеет достаточного освещения, и к ней нужно привлечь внимание. Прибыль от продажи сингла была направлена на благотворительность, в помощь детям, ставшим жертвами домашнего насилия.

## Видео
В видеоклипе показана семья викторианской эпохи, где отец жестоко избивает жену и дочь. В конце видео жена отравляет тирана и отправляется в тюрьму, вероятнее всего, ей вынесли смертный приговор. Девочка остается сиротой. Видео начинается и заканчивается тем, как мать пишет письмо своей дочери, находясь в тюрьме.

## Список композиций

### Сингл
1. «Frozen» (single version)
2. «The Howling » (single version)

### Макси сингл
1. «Frozen» (single version)
2. «The Howling» (single version)
3. «Sounds of Freedom»
4. «What Have You Done» (live acoustic)
5. «The Cross» (live acoustic)
6. «Frozen» (видео)
7. «The Howling» (видео)

## Чарты
| Чарт                 | #  |
| -------------------- | -- |
| Dutch Singles Chart  | 11 |
| Dutch Top 40         | 28 |
| French Singles Chart | 78 |